# 1989 en chimie
Cet article présente les faits marquants de l'année 1989 en chimie.

## Évènements
- 21e Olympiades Internationales de Chimie, organisées à Halle en Allemagne de l'est du 2 juillet au 10 juillet[1].
- Les premiers exemples de réactions de Kulinkovich sont décrits et emploient une quantité stœchiométrique de tétraisopropyloxytitane. Trois équivalents de réactif de Grignard sont nécessaires à l’obtention de bons rendements[2].

## Prix
- Prix Nobel de chimie : Sidney Altman et Thomas Robert Cech pour la découverte des propriétés catalytiques de l'acide ribonucléique[3].
- Prix Wolf de chimie : Duilio Arigoni et Alan Battersby « pour leurs contributions fondamentales à l'élucidation du mécanisme des réactions enzymatiques et pour la biosynthèse de composés naturels, en particulier les pigments »[4].
- Prix Procter & Gamble : Arthur T. Hubbard[5]
- Prix Anselme-Payen : Anatole Sarko[6]
- Médaille Garvan-Olin : Kathleen C. Taylor[7]
- Prix Ernest-Guenther : Henry Rapoport[8]
- ACS Award in Pure Chemistry : Stuart L. Schreiber[9]
- Prix Arthur C. Cope : William Summer Johnson[10]
- Prix Irving-Langmuir : Frank H. Stillinger[11]
- Médaille Priestley : George C. Pimentel[12],[13]
- Médaille Davy : Francis Gordon Albert Stone en reconnaissance de ses nombreuses et remarquables contributions à la chimie organométallique, notamment la découverte que les espèces contenant des liaisons multiples carbone-métal ou métal-métal sont des réactifs polyvalents pour la synthèse de composés d'agrégats avec des liaisons entre différents éléments de transition[14],[15].
- Prix Alfred-Bader : Keith U. Ingold[16]
- Grand prix Pierre-Süe : Robert de Pape[17]
- Grand prix Achille-Le-Bel : Pierre Duhamel[18]
- Faraday Lectureship : John Meurig Thomas[19]
- Claude S. Hudson Award in Carbohydrate Chemistry : Walter A. Szarek[20]
- Médaille William-H.-Nichols : Ronald Breslow[21]

## Décès
- 3 janvier : Robert Banks (né en 1921), chimiste américain.
- 16 avril : Kaoru Ishikawa (né en 1915), ingénieur chimiste japonais.
- 17 octobre : Charles Pedersen (né en 1904), chimiste organicien américain, prix Nobel de chimie en 1987.
- 1er novembre : Robert Moon (né en 1911), physicien, chimiste et ingénieur américain.
- 3 décembre : Jean Barriol (né en 1909), chimiste français.